# Аскасуби, Мануэль де
Франсиско Хавьер Мануэль де Аскасуби-и-Матеу (исп. Francisco Javier Manuel de Ascázubi y Matheu; 30 декабря 1804, Кито, Новая Гранада — 25 декабря 1876, Кито, Эквадор) — эквадорский государственный деятель, дважды исполнявший обязанности президента Эквадора (1849—1850 и 1869).

## Биография
Мануэль де Аскасуби родился в 1804 году в Кито (вице-королевство Новая Гранада), его родителями были богатые землевладельцы Хосе Хавьер де Аскасуби-и-Матеу и Мариана де Матеу-и-Эррера. В 1810 году его отец принял участие в деятельности Первой автономной правящей хунты Кито, и потому после реставрации испанской власти был вынужден всю оставшуюся жизнь скрываться от властей, оказавшись не в состоянии даже прибыть на похороны своей супруги в 1815 году.
Мануэль смолоду отличался большой силой духа, пример родителей сделал его борцом за независимость и патриотом, усилению этих чувств способствовал и тот факт, что его сестра Роса де Аскасуби-и-Матеу вышла замуж за яркого патриота Габриеля Гарсию Морено.
Занявшись политикой, Мануэль де Аскасуби стал сенатором (1846—1847), а в 1847 году был избран вице-президентом страны. В 1849 году истёк президентский срок Висенте Рока, а на очередных президентских выборах ни Антонио Элизалде, ни Диего Нобоа не смогли получить двух третей голосов; в этих условиях Законодательная ассамблея утвердила вице-президента Мануэля де Аскасуби исполняющим обязанности президента страны.
Мануэль де Аскасуби назначил министром финансов Хосе Феликса Вальдивиесо, а министром внутренних дел — Бениньо Мало. Эти соратники помогли ему провести эффективную с экономической точки зрения административную реформу, поднять дух армии, развить систему образования и улучшить условия в важном для страны порту Гуаякиле.
В 1850 году был свергнут в результате переворота, устроенного генералом Урбиной.
В 1869 году Мануэлю де Аскасуби вновь пришлось некоторое время исполнять обязанности президента страны. В августе-октябре 1875 года  был министром внутренних дел и министром иностранных дел.

## Семья и дети
Женился на Кармен Салинас де ла Веге, дочери героя-революционера Хуана де Салинаса и Сенитагоя, для которой это был матримональный брак. У них было четверо дочерей:
- Авелина Аскасуби-и-Салинас-де-ла-Вега, вышла замуж за вдовца своей младшей сестры Долорес — своего двоюродного брата Хосе Марию Лассо-де-ла-Вега. У них было двое детей:
  - Хосе Мануэль Лассо-де-ла-Вега-и-Аскасуби, который родился в Париже и женился на Марии Эстер Паулине Каррион, детей у них не было
  - Авелина Лассо-де-ла-Вега-и-Аскасуби, вышла замуж за генерала Леонидаса Пласа Гутьерреса, дважды занимавшего пост президента Эквадора. Их сын Гало Пласа Лассо также стал президентом Эквадора.
- Мария Аскасуби-и-Салинас-де-ла-Вега, вышла замуж за дальнего родственника Кристобаля Хихона, у них было двое детей
- Долорес Аскасуби-и-Салинас-де-ла-Вега, вышла замуж за двоюродного брата Хосе Марию Лассо-де-ла-Вега, однако вскоре скончалась, детей у них не было
- Хосефина Аскасуби-и-Салинас-де-ла-Вега, вышла замуж за Хосе Матео Нептали Бонифаса, у них было двое детей